# 久米宏一
久米 宏一（くめ こういち、1917年11月18日 - 1991年5月1日）は、日本の画家。

## 人物
東京・小石川に生まれる。豊島師範学校卒業。小学校教員を務めながら、太平洋美術研究所で絵画を学ぶ。
1964年に、いわさきちひろ、滝平二郎、箕田源二郎らと「童画ぐるーぷ車」を結成した。このため、絵本雑誌のちひろ追悼の座談会にも出席している。子ども向けの本の挿絵の他に、月刊『宝石』のミステリー小説などにも挿絵を描いた。
日本児童出版美術家連盟に所属し、理事を務めた。1950年代から亡くなるまでに挿画を描いた児童文学作品や絵本は200冊以上にのぼる。主に親交のある古田足日の作品が多い。
1976年、『やまんば』（須藤克三、岩崎書店、1976年）、『黒潮三郎』（久保喬、金の星社、1976年）により第25回小学館絵画賞受賞。
1991年5月1日、腹部大動脈瘤破裂のため死去。

## 挿画・装画を描いた児童文学作品
- 『木の下の宝』（坪田譲治、新潮社、1954年）
- 『少年姿三四郎』（富田常雄、河出書房、1955年）
- 『山の呼ぶ声』（早船ちよ、理論社、1959年）
- 『竜の子太郎』（松谷みよ子、講談社、1960年）
- 『北極のムーシカミーシカ』（いぬいとみこ、理論社、1961年）
- 『ぬすまれた町』（古田足日、理論社、1961年）
- 『ゆうやけ学校』（花岡大学、理論社、1961年）
- 『うずしお丸の少年たち』（古田足日、講談社、1962年）
- 『ドブネズミ色の街』（木暮正夫、理論社、1962年）
- 『地の星座』（住井すゑ、汐文社、1963年）
- 『草原のみなし子』（安藤美紀夫、理論社、1966年）
- 『宿題ひきうけ株式会社』（古田足日、理論社、1966年）
- 『星と少年』（那須田稔、講談社、1969年）
- 『りんごひろいきょうそう』（宮川ひろ、小峰書店、1970年）
- 『夜あけ朝あけ』（住井すゑ、理論社、1972年）
- 『はだかの捕虜』（来栖良夫、新日本出版社、1982年） など多数。